# ぶどうの木 (テレビドラマ)
『ぶどうの木～里親と子供たちの愛の物語～』は、フジテレビ系の『金曜エンタテイメント』で放送された日本のテレビドラマ。主演は松下由樹。
里親制度をテーマに取り上げ、厚生労働省および当時の東京都知事が推奨した作品。子供に恵まれなかった夫婦に始まり、引き取られた孤児や児童養護施設にいる関係者など、さまざまな視点から描かれた人間模様が特長。

## あらすじ
都内に住んでいる片桐夫婦は、不妊治療の甲斐もなく子供に恵まれなかった。迷った末、児童養護施設から子供を引き取って里親になる道を選んだ。

## キャスト

### 片桐家
片桐 響子（かたぎり きょうこ）
演 - 松下由樹
本作の語り手。
片桐 直之（かたぎり なおゆき）
演 - 仲村トオル
響子の夫。
新藤 陽介（しんどう ようすけ）
演 - 山下智久（幼少期：仲條友彪）
本作のキーパーソン。片桐家に引き取られた1人目の里子。
永井 幸（ながい さち）
演 - 末永遥
陽介の義妹。片桐家に引き取られた2人目の里子。

### その他
川田敏子（かわだ としこ）
演 - 草村礼子
児童養護施設「けやき学園」の園長。
戸田康志（とだ やすし）
演 - 笑福亭鶴瓶
児童相談所職員。

## スタッフ
- 原作 - 坂本洋子
- 脚本 - 龍居由佳里
- 音楽 - 羽岡佳
- 音楽プロデュース - 志田博英
- 主題歌 - elliott『虹のかなたへ HINERAUKATAURI～ぶどうの木オリジナルテーマソング』（ポニーキャニオン）
- プロデュース - 栗原美和子
- 演出 - 光野道夫
- 制作著作 - フジテレビ